# Stichting Bukutori

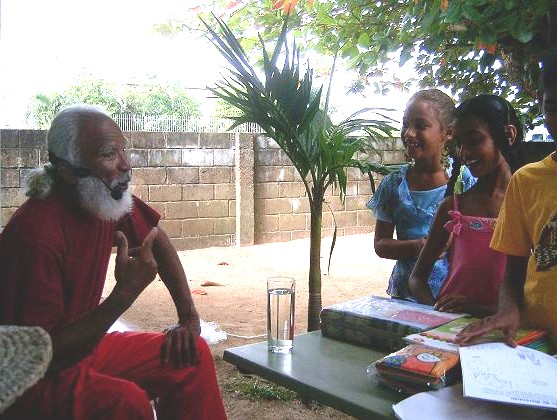
Voordrachtskunstenaar Guillaume Pool actief bij de Stichting Bukutori

De Stichting Bukutori (letterlijk: Boekenverhalen) is een Surinaamse stichting, opgericht in december 2004, ter bevordering van het lezen, schrijven en het vertellen. Drijvende kracht achter de stichting is de dichter/verteller Guillaume Pool. Bukutori streeft ernaar een eigen bibliotheek te bouwen in Flora, de Zuidelijke wijk van Paramaribo, van waar alle activiteiten zullen plaatsvinden. 
Door middel van trainingen, workshops en lezingen en het beschikbaar stellen van didactisch en literair materiaal wil de stichting het schrijven, vertellen en lezen op een professionele manier – zij het vooralsnog kleinschalig - ondersteunen. Behalve vertelworkshops organiseerde de stichting ook cursussen over de spelling van het Sranan (gegeven door Eddy van der Hilst). In april 2006 gaf Michiel van Kempen er een workshop schrijven. In mei 2006 was er een lezing van Elisabeth Leijnse over de gezusters Elisabeth en Cécile de Jong van Beek en Donk.